# SpaceX DM-2
SpaceX DM-2 (также известный как Demo-2) — второй демонстрационный и первый пилотируемый полёт к Международной космической станции американского частного многоразового космического корабля Crew Dragon компании SpaceX в рамках программы NASA по развитию частных пилотируемых космических кораблей Commercial Crew Program.
Первый пилотируемый запуск для США с 8 июля 2011 года, когда стартовал последний полёт Шаттла.
Запуск корабля осуществлён 30 мая 2020 года. Стыковка с МКС состоялась 31 мая 2020 года. 2 августа корабль произвёл посадку в Мексиканском заливе неподалёку от Пенсаколы.

## Задачи
Данный полёт стал последним испытанием в рамках программы Commercial Crew Program, которое предоставило необходимые данные для завершения сертификации пилотируемой транспортной системы компании SpaceX для выполнения полноценных эксплуатационных полётов по смене экипажей Международной космической станции. Основными задачами полёта являлись последняя проверка производительности ракеты-носителя Falcon 9, корабля Crew Dragon, наземной инфраструктуры, а также операций запуска, сближения, стыковки с МКС и приводнения.
В этом полёте экипажем были впервые применены новые скафандры, разработанные SpaceX. Их разработка началась в 2015 году, за внешний вид отвечал Хосе Ферна́ндес, голливудский костюмер, известный по работе над супергеройскими и научно-фантастическими фильмами. Костюм пригоден для эксплуатации в вакууме, обеспечивает защиту от разгерметизации кабины. Имеет единственный соединительный шланг на бедре космонавта, который снабжает воздухом и содержит электронные соединения. Шлемы, напечатанные на 3D-принтере, имеют микрофоны и динамики. Поскольку скафандры не обеспечивают защиты от космического излучения, они не используются для внекорабельной деятельности.

## Экипаж
| Астронавт    | Должность | Номер полёта | Агентство |
| ------------ | --------- | ------------ | --------- |
| Даглас Хёрли | Командир  | 3            | НАСА      |
| Боб Бенкен   | Пилот     | 3            | НАСА      |

Даглас Хёрли являлся командиром корабля и нёс ответственность за операции, связанные с запуском, посадкой и возвратом на Землю, в то время как Боб Бенкен выполнял функции «командира объединённой деятельности» и отвечал за фазу сближения с МКС, стыковку и расстыковку, а также за период, пока корабль находится в составе станции.
Дублирующим членом экипажа был назначен Челл Норвуд Линдгрен, он был готов занять место и командира, и пилота при необходимости.

## Подготовка к запуску
Запуск был перенесён с июля 2019 года из-за аварии на испытании двигателей SuperDraco 20 апреля 2019 года. Авария была связана с попаданием амила в трубки для подачи гелия через обратный клапан, что привело к повреждению топливной системы и уничтожению капсулы. SpaceX и NASA тщательно расследовали данный инцидент, в результате которого причина была найдена и устранена: обратный клапан заменили на разрывную мембрану, исключив повторение инцидента в дальнейшем.
19 января 2020 года компания SpaceX успешно завершила тест на прерывание полёта в точке максимального аэродинамического сопротивления, продемонстрировав безопасность исправленной системы аварийного спасения.
На пресс-конференции после испытания администратор NASA сообщил, что пилотируемый полёт ожидается во втором квартале 2020 года, а также рассказал, что рассматривается возможность продления тестовой пилотируемой миссии, чтобы обеспечить нахождение бо́льшего числа астронавтов для работы на станции, поскольку в период выполнения полёта на МКС будет только один американский астронавт Крис Кэссиди. Изначально планировалось, что миссия продлится несколько дней, и корабль C205, который должен был её выполнить, не был оборудован для долговременной миссии. Но авария при наземных испытаниях в апреле 2019 года привела к изменению назначения находившихся в производстве кораблей. Корабль C205 был использован для теста на прерывание полёта, а для демонстрационного полёта с двумя астронавтами был назначен корабль C206, который на тот момент готовился к полноценной полугодовой послесертификационной миссии. Это дало возможность для продления испытательного полёта.
Начиная с февраля оба астронавта начали дополнительные тренировки для продлённой миссии, в частности Боба Бэнкена готовили к проведению внекорабельной деятельности в открытом космосе для обслуживания станции.
13 февраля 2020 года корабль Crew Dragon прибыл из фабрики в Калифорнии на мыс Канаверал для проведения последних тестов и предстартовых процедур в здании SpaceX на территории базы ВВС США.
В марте 2020 года командами SpaceX и NASA были проведены полноценные симуляции полётной программы, начиная с предстартовых операций до стыковки с МКС и начиная с расстыковки со станцией до схода с орбиты и посадки. Во время испытаний астронавты находились внутри полноразмерного симулятора корабля Crew Dragon.
17 апреля было объявлено, что запуск корабля Crew Dragon запланирован на 27 мая 2020 года.
1 мая 2020 года на брифинге с участием представителей NASA и исполнительного директора SpaceX было подтверждено продление миссии на срок от 30 до 119 дней, окончательное решение о продолжительности должно было приниматься по ходу миссии. Максимальная продолжительность ограничивалась ожидаемой деградацией установленных на корабле для этого полёта солнечных батарей. Также агентство хотело по возможности до минимума сократить время между окончанием данной миссии и первым эксплуатационным послесертификационным полётом SpaceX Crew-1, поэтому планировало завершение демонстрационной миссии по степени готовности корабля для следующего запуска.
15 мая 2020 года корабль был перевезён в здание горизонтальной сборки на территории стартового комплекса LC-39A в Космическом центре Кеннеди для соединения его с ракетой-носителем Falcon 9.
22 мая NASA и SpaceX без замечаний завершили совместную оценку готовности к полёту, дав окончательное разрешение на проведение миссии. Позже в тот же день на стартовой площадке был выполнен статичный прожиг двигателей первой ступени ракеты-носителя Falcon 9.

## Запуск
Попытка пуска ракеты-носителя Falcon 9 со стартового комплекса LC-39A в Космическом центре Кеннеди 27 мая 2020 года в 20:33 UTC была прервана за 16 минут и 53 секунды до старта из-за неблагоприятных погодных условий.
Запуск Crew Dragon произошёл в 19:22 UTC 30 мая 2020 года. Первая ступень ракеты Falcon 9 благополучно приземлилась на баржу в Атлантическом океане.
Во время связи с Землёй астронавты сообщили, что назвали корабль «Endeavour» (Инде́вор, с англ. — «Стремление»), в честь пятого и последнего космического челнока, на котором Боб и Даглас ранее совершали полёты в космос (миссии STS-127 и STS-123).

## Сближение и стыковка

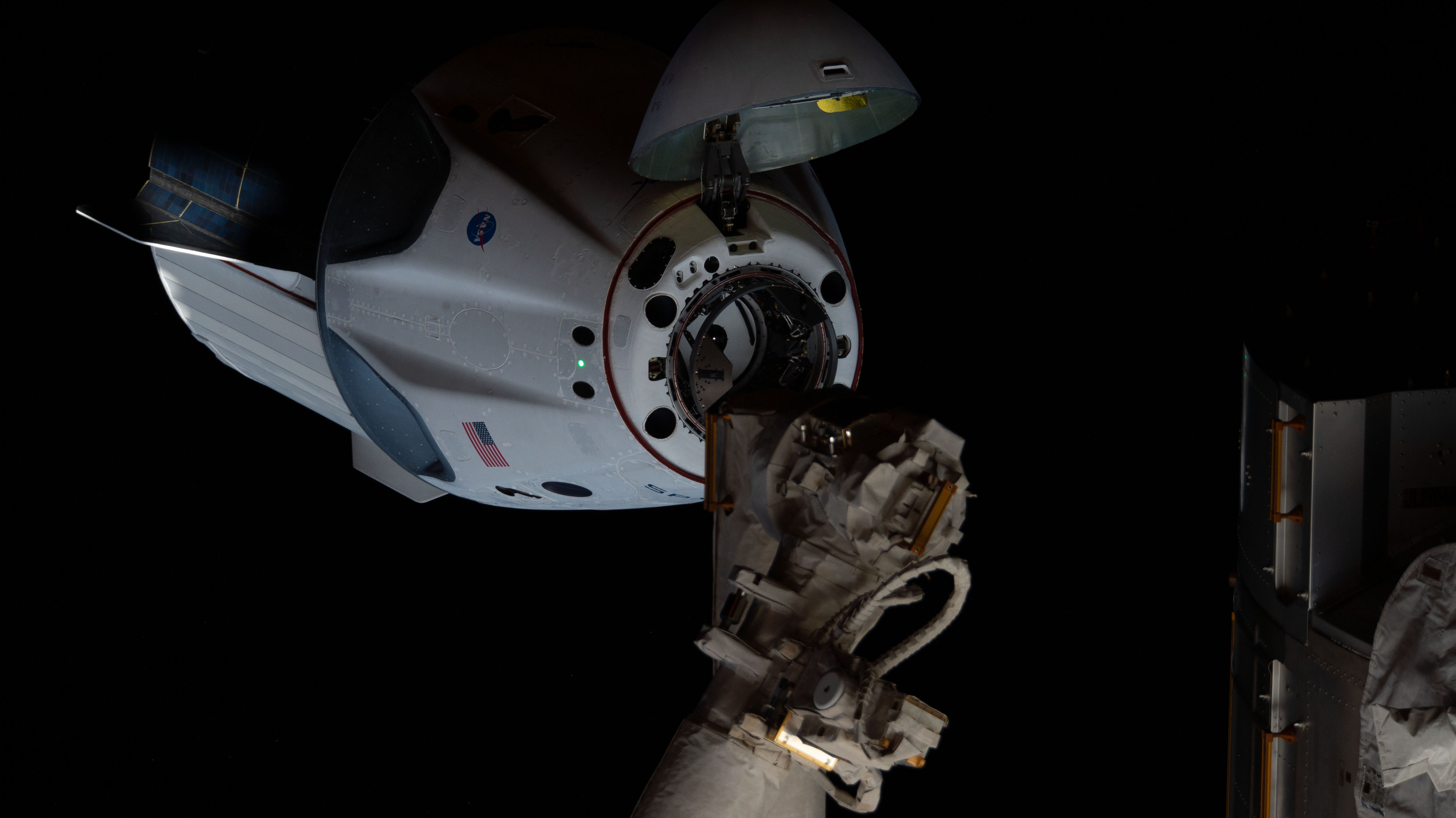
«Crew Dragon C206», названный экипажем «Индевор», осуществляет стыковку с МКС (ISS)

Сближение Crew Dragon с МКС осуществлялось на протяжении 19 часов, с увеличением высоты орбиты корабля с 200 до 420 км. Для синхронизации орбит было проведено пять импульсов. Первый произвел фазирование орбиты. После него экипаж опробовал ручное управление кораблем. Второй, третий и четвёртый импульс скорректировали апогей и перигей орбиты. Пятый, финальный импульс, был проведен на следующий день после запуска. НАСА продолжило традицию трансляции песен для побудки астронавтов, в этот день транслировали «Planet Caravan» группы Black Sabbath.
На заключительном этапе использовались три путевые точки: 400 метров от МКС, 200 метров и 20 метров от стыковочного узла. При этом на интервале между второй и третьей точками была выполнена проверка возможности ручного управления кораблём.
Пристыковка к стыковочному переходнику PMA-2 (с адаптером IDA) американского модуля «Гармония» состоялась в автоматическом режиме 31 мая 2020 года: в 14:16 UTC произведено механическое зацепление стыковочных агрегатов, а в 14:27 завершено их стягивание и фиксация.

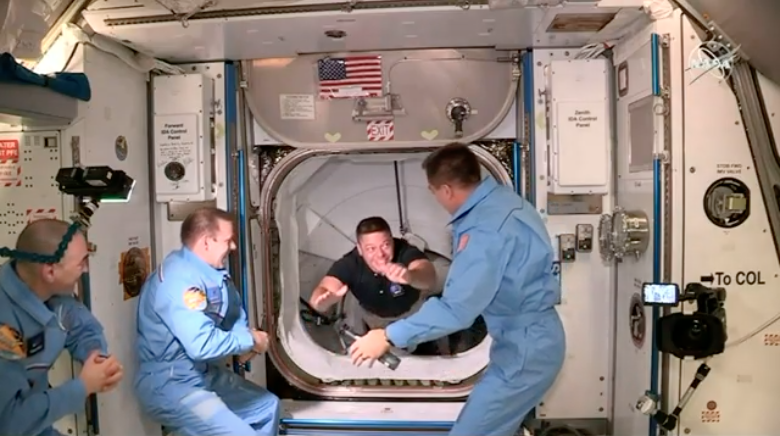
Иван Вагнер, Крис Кэссиди и Анатолий Иванишин встречают на МКС Роберта Бенкена

## На борту МКС
Хёрли и Бенкен присоединились к экипажу экспедиции МКС-63 в составе астронавта НАСА Криса Кэссиди и российских космонавтов Ивана Вагнера и Анатолия Иванишина. Корабль был пристыкован к МКС 62 дня 9 часов и 8 минут. На борту МКС Хёрли и Бенкен более ста часов были заняты проведением научных исследований. Три эксперимента были спонсированы ISS National Lab и включали исследования в области микрогидродинамики (для проекта Qlibrium), медицинской диагностики (проект 1Drop Diagnostics) и формирования водяных капель в условиях микрогравитации (Delta Fauce Company).
В ходе тестирования корабля было обнаружено, что солнечные батареи корабля генерируют больше электроэнергии, чем запланировано. Был проведен тест на удобство пользования кораблём — в течение часа трое астронавтов вместе с космонавтом Анатолием Иванишиным выполняли ежедневные задачи: соблюдение гигиены, сон, а также отрабатывали действия в случае чрезвычайной ситуации.

### Выходы в открытый космос

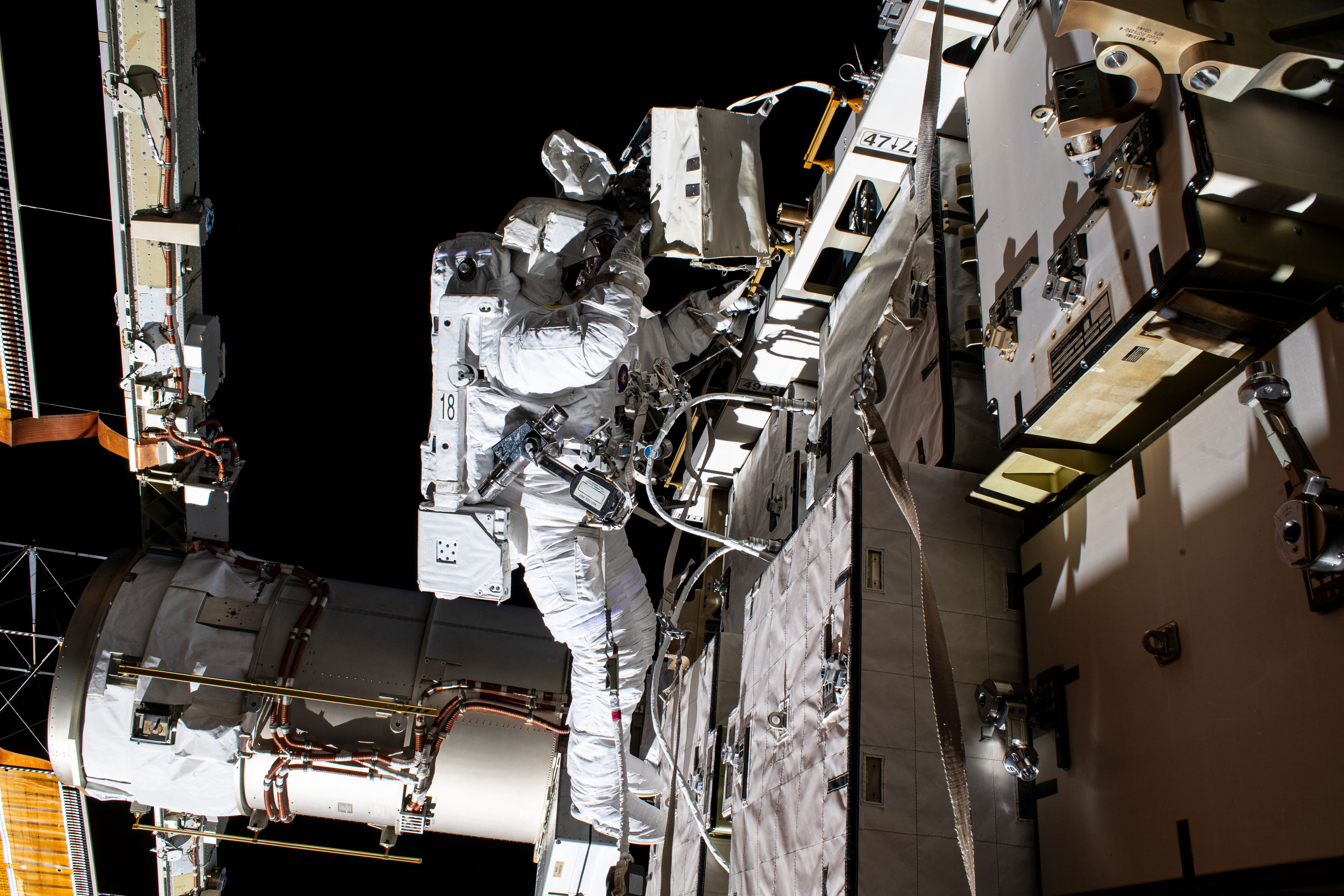
Боб Бенкен заменяет аккумуляторы станции

Кристофер Кэссиди и Роберт Бенкен совершили четыре выхода в открытый космос. Для выходов использовался шлюз модуля «Квест». Во время выходов был завершён процесс замены батарей МКС, продолжавшийся несколько лет.
- 26 июня 2020 года выход продолжительностью 6 ч 7 мин для замены аккумуляторов станции: астронавты демонтировали 5 из 6 старых водородно-никелевых батарей и установили две новые литий-ионные батареи[36].
- 1 июля 2020 года выход продолжительностью 6 ч 1 мин для замены аккумуляторов станции: астронавты завершили начатые 26 июня работы по замене шести водородно-никелевых батарей на три более мощные литий-ионные, доставленные на МКС в мае японским грузовым кораблём «Конотори-9» («Аист-9» — яп.)[37].
- 16 июля 2020 года выход продолжительностью 6 ч 00 мин для продолжения работ по замене старых аккумуляторов солнечных панелей МКС: демонтаж пяти из шести устаревших никель-водородных аккумуляторов на опорном сегменте S6 фермы МКС, которые накапливают и распределяют энергию от солнечных панелей, и установка вместо них трёх новых более мощных литий-ионных аккумуляторов[38].
- 21 июля 2020 года выход продолжительностью 5 ч 29 мин, астронавты установили на корпусе станции платформу RiTS (Robot Tool Stowage), где будут храниться две роботизированные системы RELL (Robotic External Leak Locators), способные выявлять утечки газов из корпуса станции; они также демонтировали узел H-fixture у основания фермы, на которой установлены солнечные батареи, который не удалось снять во время выхода в космос 1 июля, когда Боб Бенкен перепробовал несколько инструментов для того, чтобы открыть крышку, слишком плотно прилегающую к корпусу; астронавты также провели на американском модуле «Транквилити» подготовительные работы для установки нового шлюза[39][40].

## Расстыковка и возвращение
1 августа 2020 года в 23:35 UTC корабль отстыковался от Международной космической станции, а 2 августа в 18:48 UTC успешно приводнился в Мексиканском заливе неподалеку от Пенсаколы. Crew Dragon находился в космосе 63 дня 23 часа и 25 минут.
Приводнившаяся капсула была подобрана спасательным кораблем GO Navigator. Во время спасательной операции береговой охране пришлось обеспечивать безопасность операции от множества гражданских судов, находившихся в опасной близости от места приводнения. В отличие от программ «Джемини» и «Аполлон», экипаж после приводнения оставался внутри капсулы до подъёма на судно.
При обследовании в воздухе возле служебного отсека выявили немного повышенный уровень тетраоксида диазота, используемого в качестве окислителя в маневровых двигателях корабля. В целях предосторожности около 30 минут проводились очистные работы по снижению его концентрации, спасатели использовали противогазы, астронавты оставались внутри капсулы.
После выхода из капсулы экипаж доставили вертолётом на базу Эллингтон. Астронавты привезли на Землю памятный американский флаг, который на МКС оставили астронавты последней миссии Спейс шаттла (STS-135), в числе которых был Даг Хёрли.

## Послеполётные обследования и сертификация
Во время пресс-конференции 29 сентября 2020 года, посвящённой следующей миссии SpaceX Crew-1 на МКС, официальные лица NASA и SpaceX заявили, что в конструкцию космического корабля будут внесены незначительные изменения, требующиеся для завершения процесса его сертификации для выполнения плановых пилотируемых полётов.
Послеполётные обследования выявили повышенную эрозию теплозащитного экрана в месте стяжек капсулы с грузовым отсеком, который сбрасывается непосредственно перед возвращением корабля на Землю. В следующей миссии для плиток вокруг четырёх стяжек в экране будет использоваться более устойчивый к эрозии материал, уже проверенный в камере исследовательского центра Эймса. Также было зафиксировано, что раскрытие парашютов произошло в пределах допустимой высоты, но немного ниже, чем ожидалось. В связи с этим решено заменить барометрический высотомер, использующийся для определения высоты раскрытия основного парашюта. Модификации подлежит и система вентиляции в носовой части космического корабля.
Другими двумя требующими сертификации улучшениями корабля миссии Crew-1 являются: увеличение экипажа до четырёх человек и возможность оставаться на орбите в течение 210 дней. Также подлежит сертификации новое оборудование, обеспечивающее стыковку к разным узлам станции.
Для патрулирования 16-километровой запретной для судоходства зоны вокруг места приводнения будут привлечены дополнительные суда и воздушные средства береговой охраны США.

## Фотогалерея

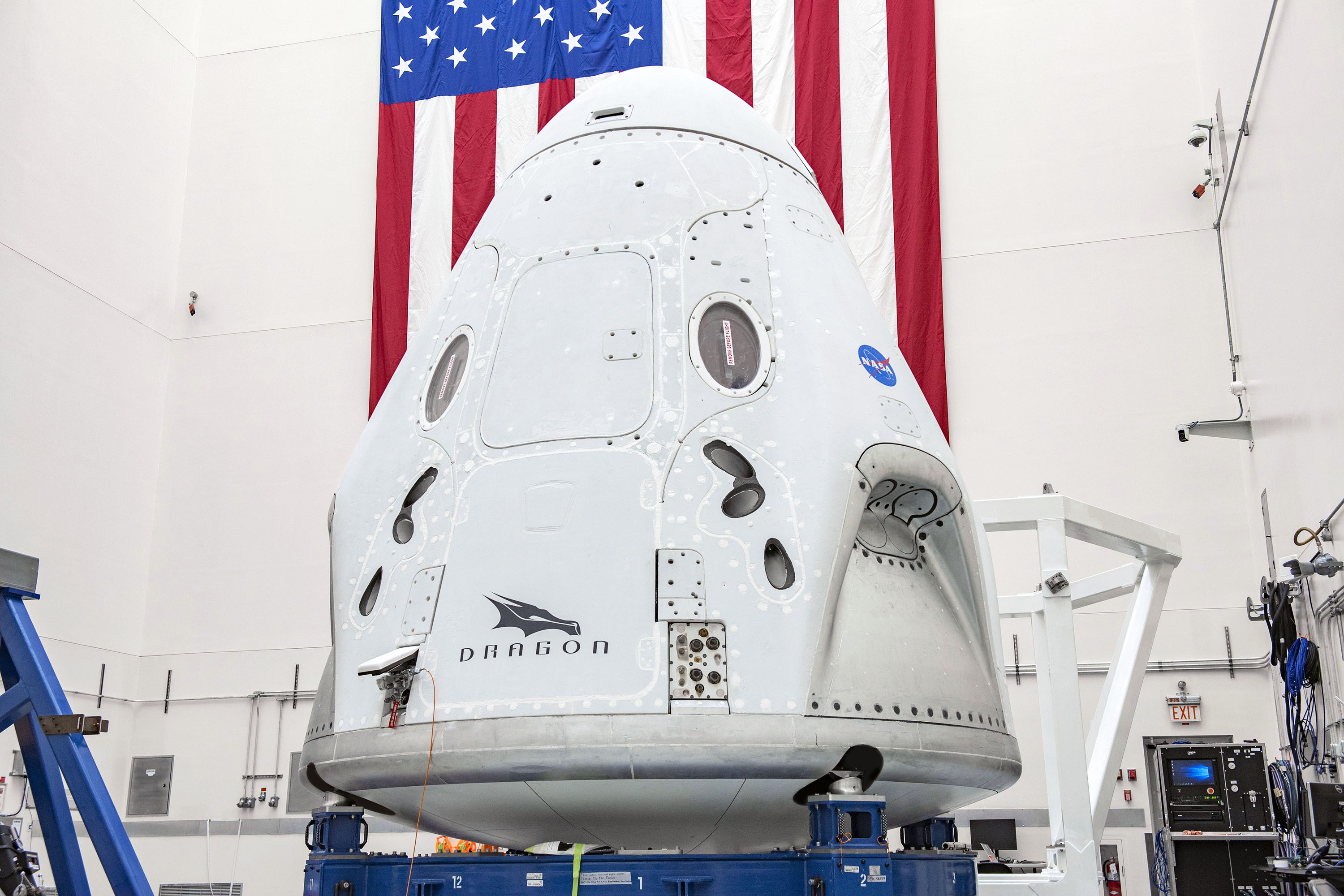
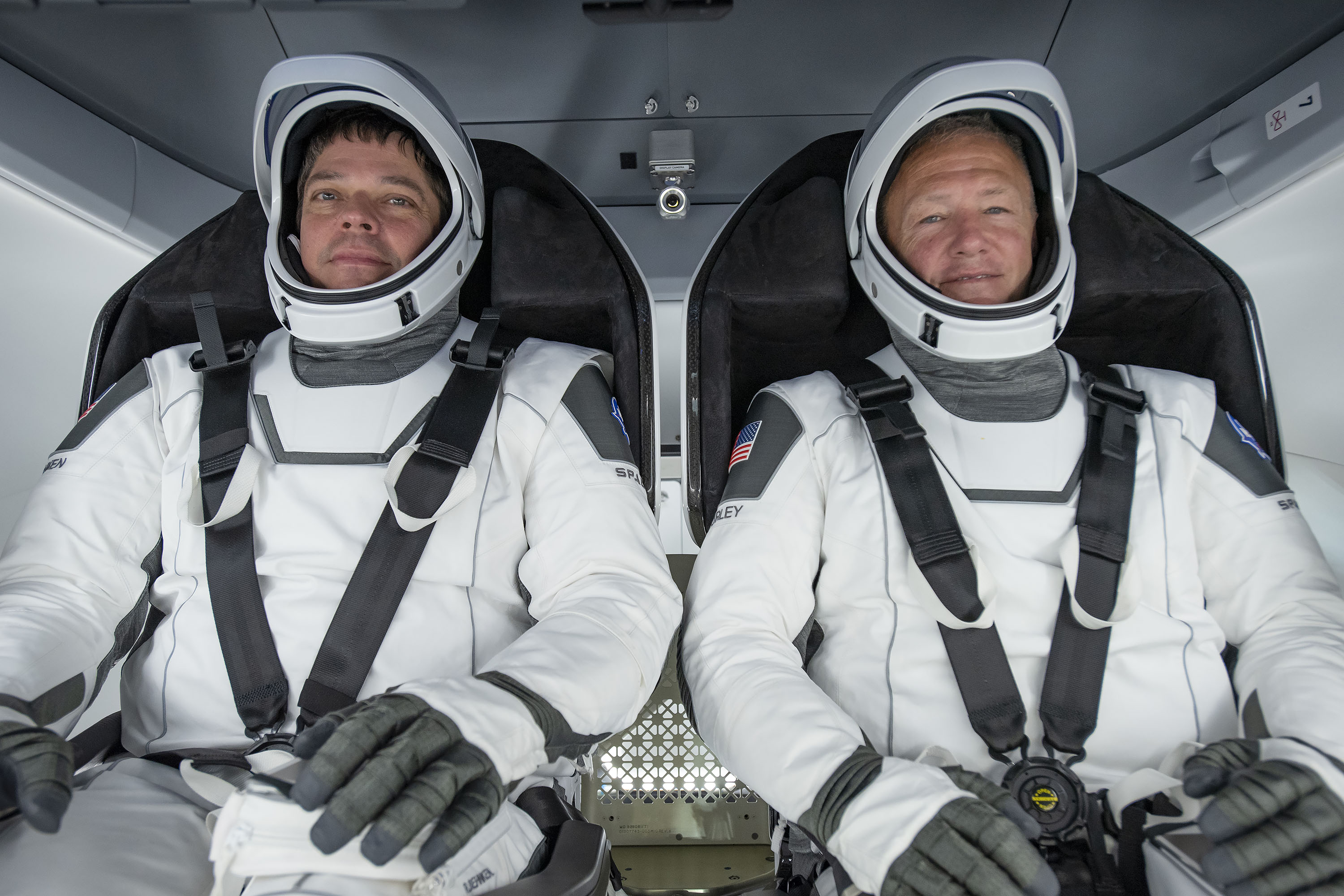
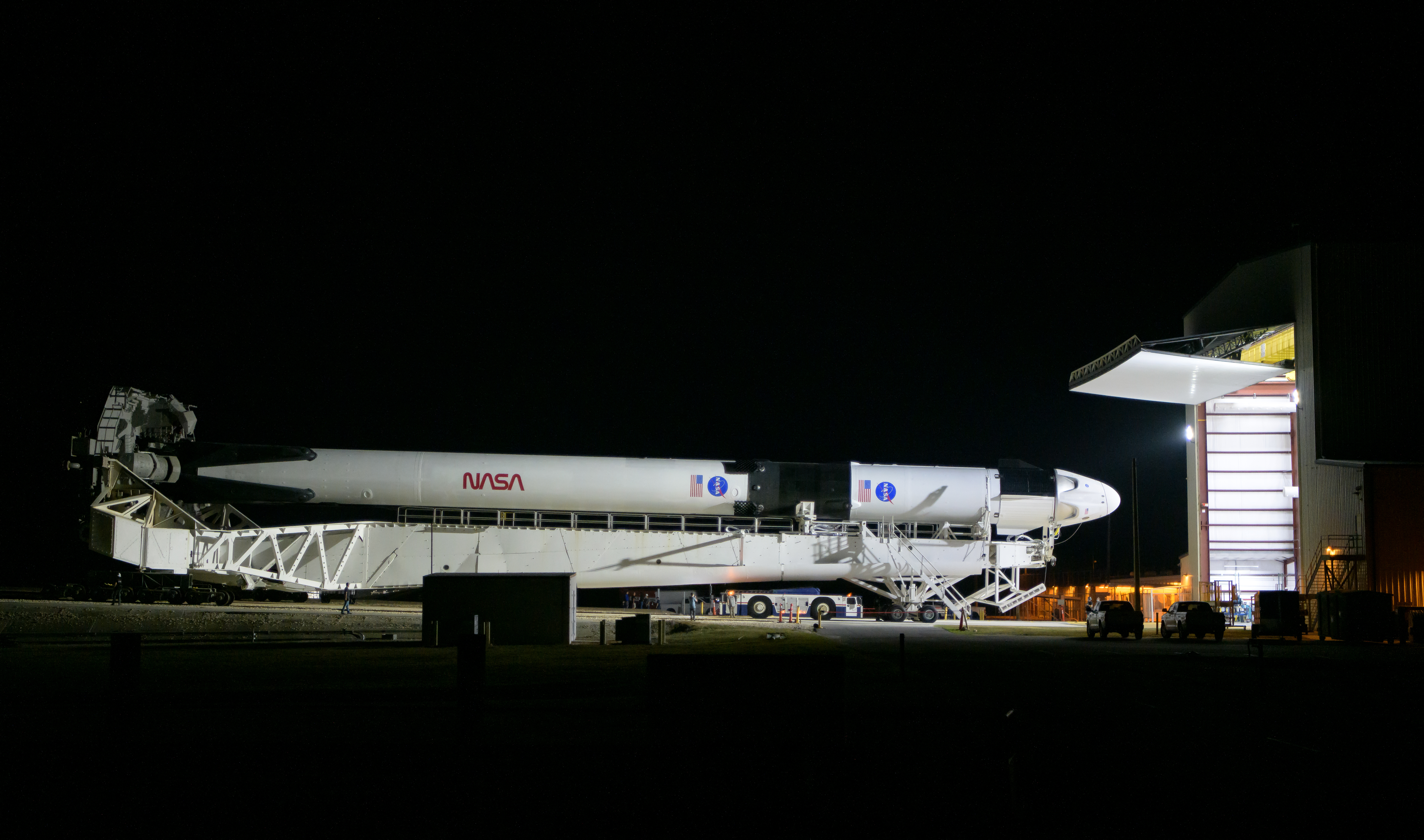
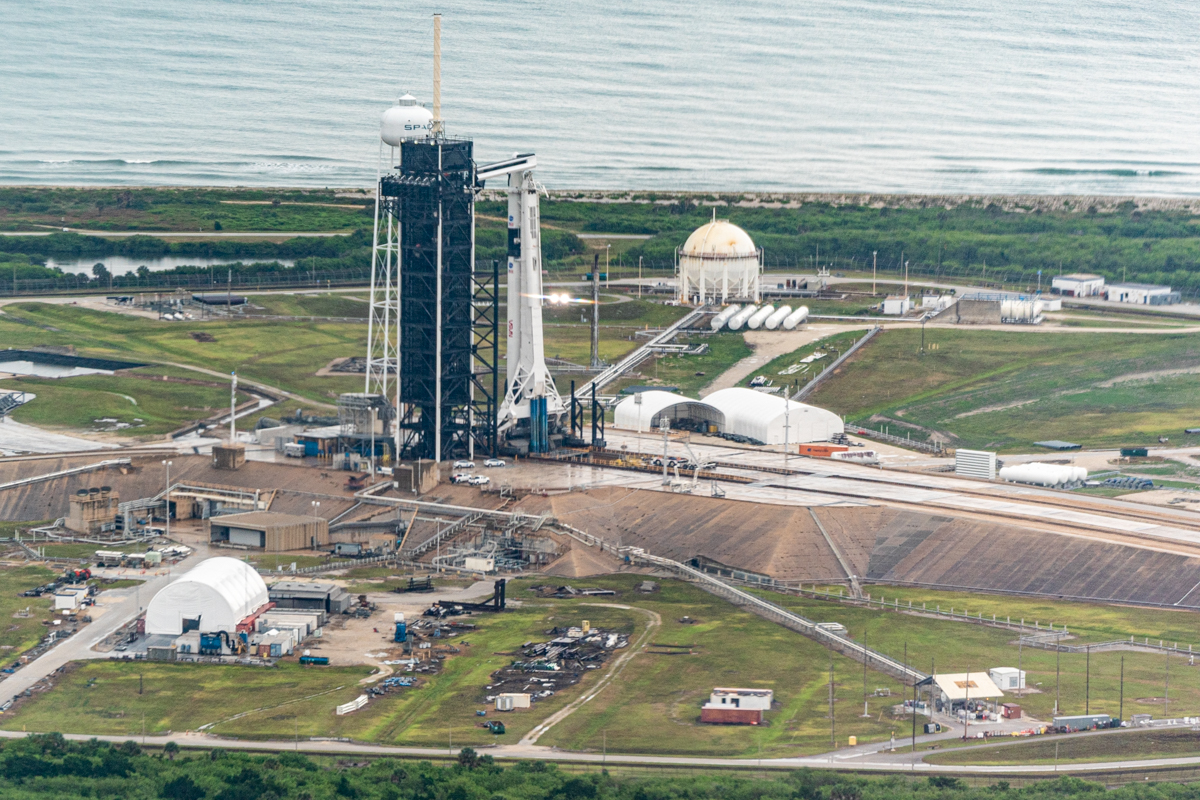
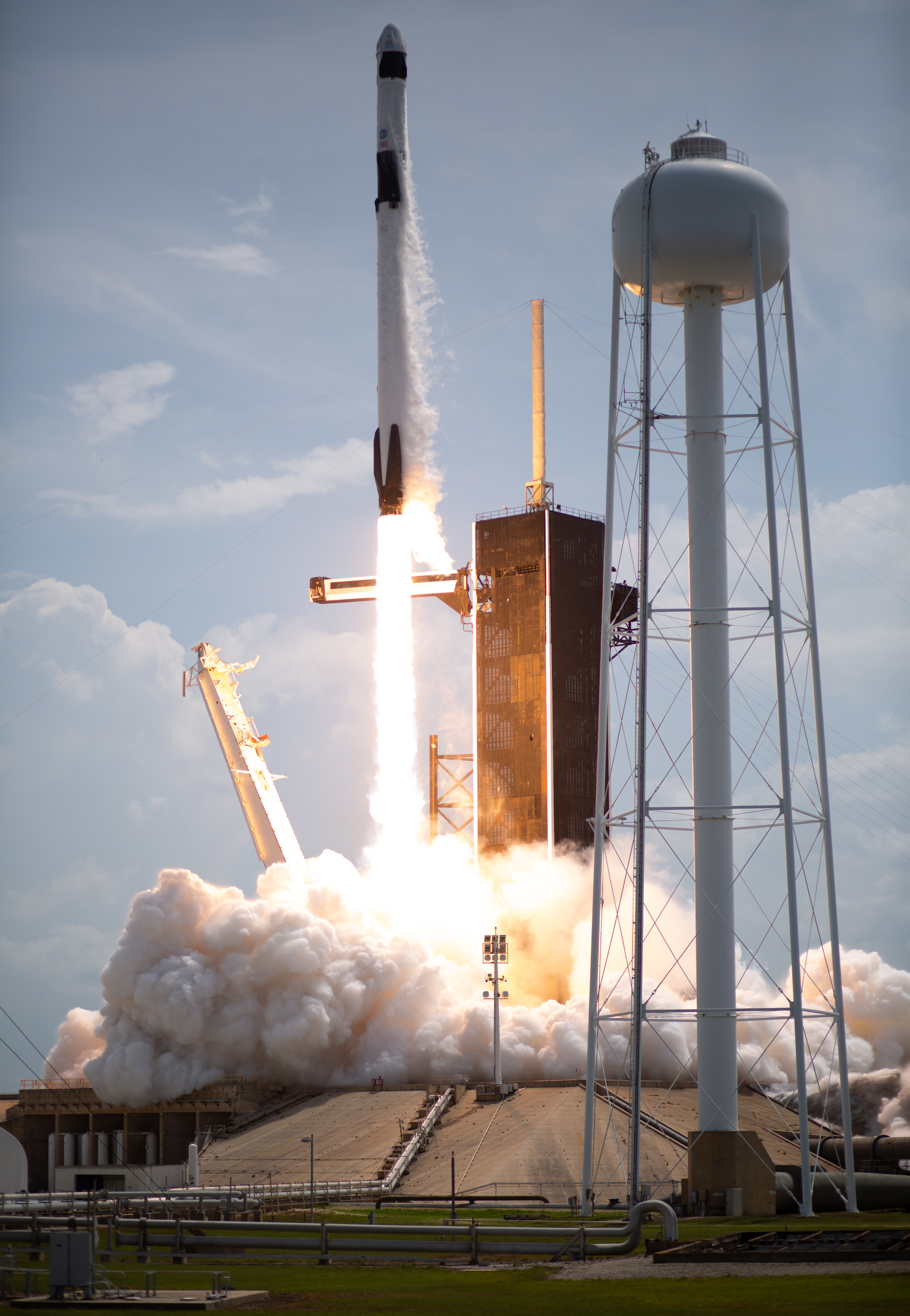
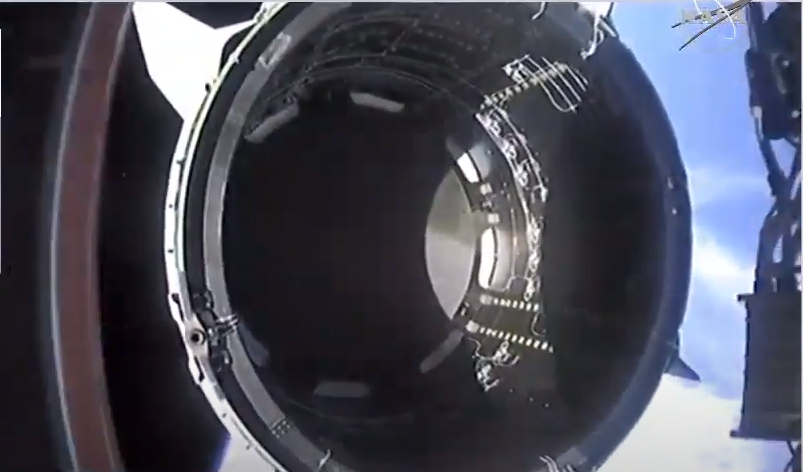
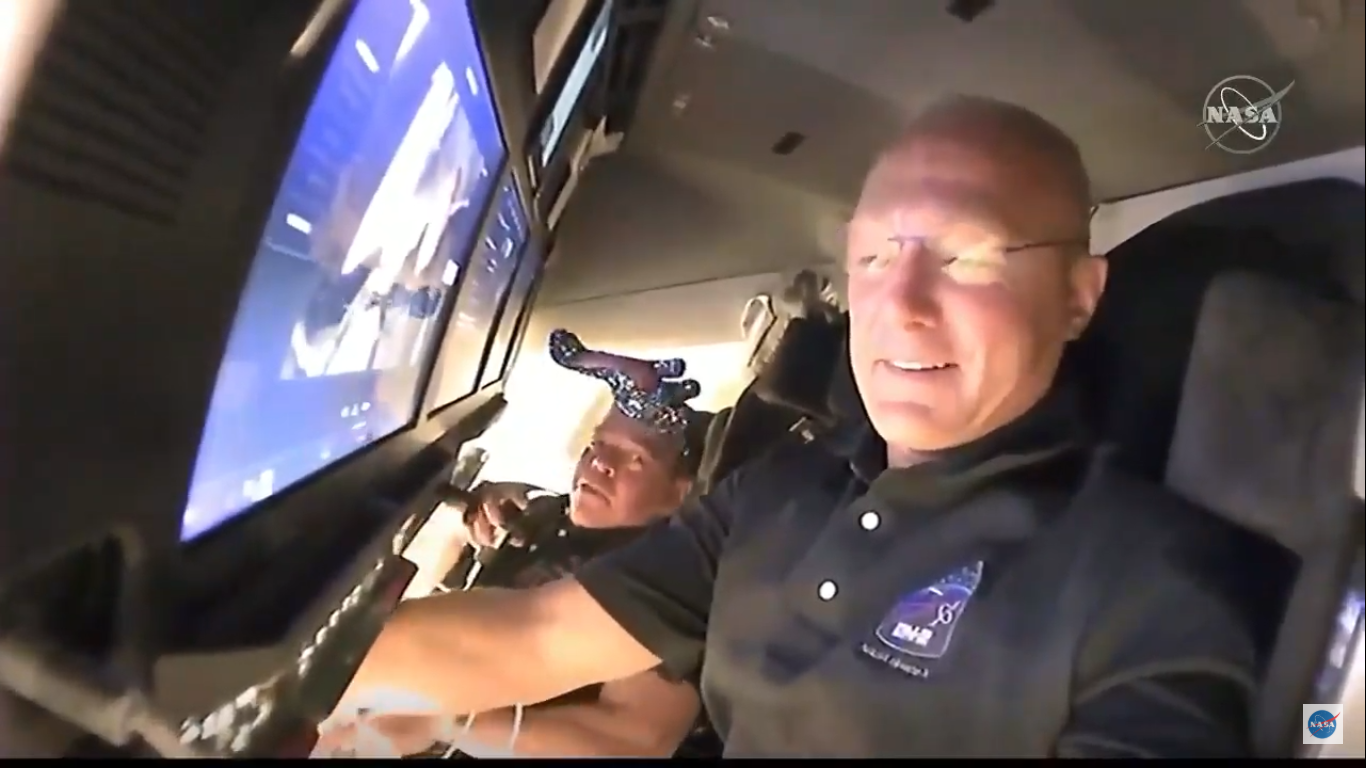
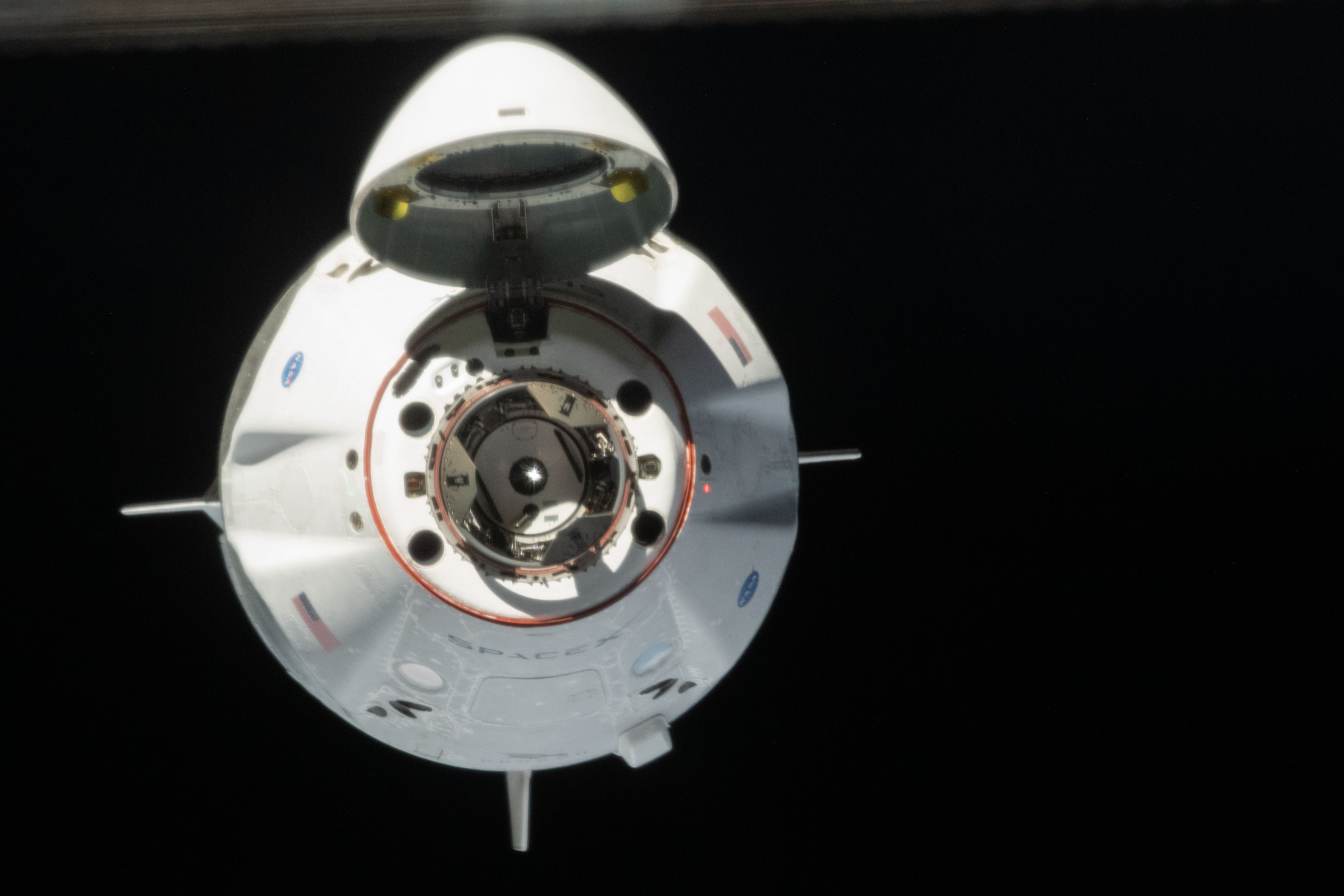
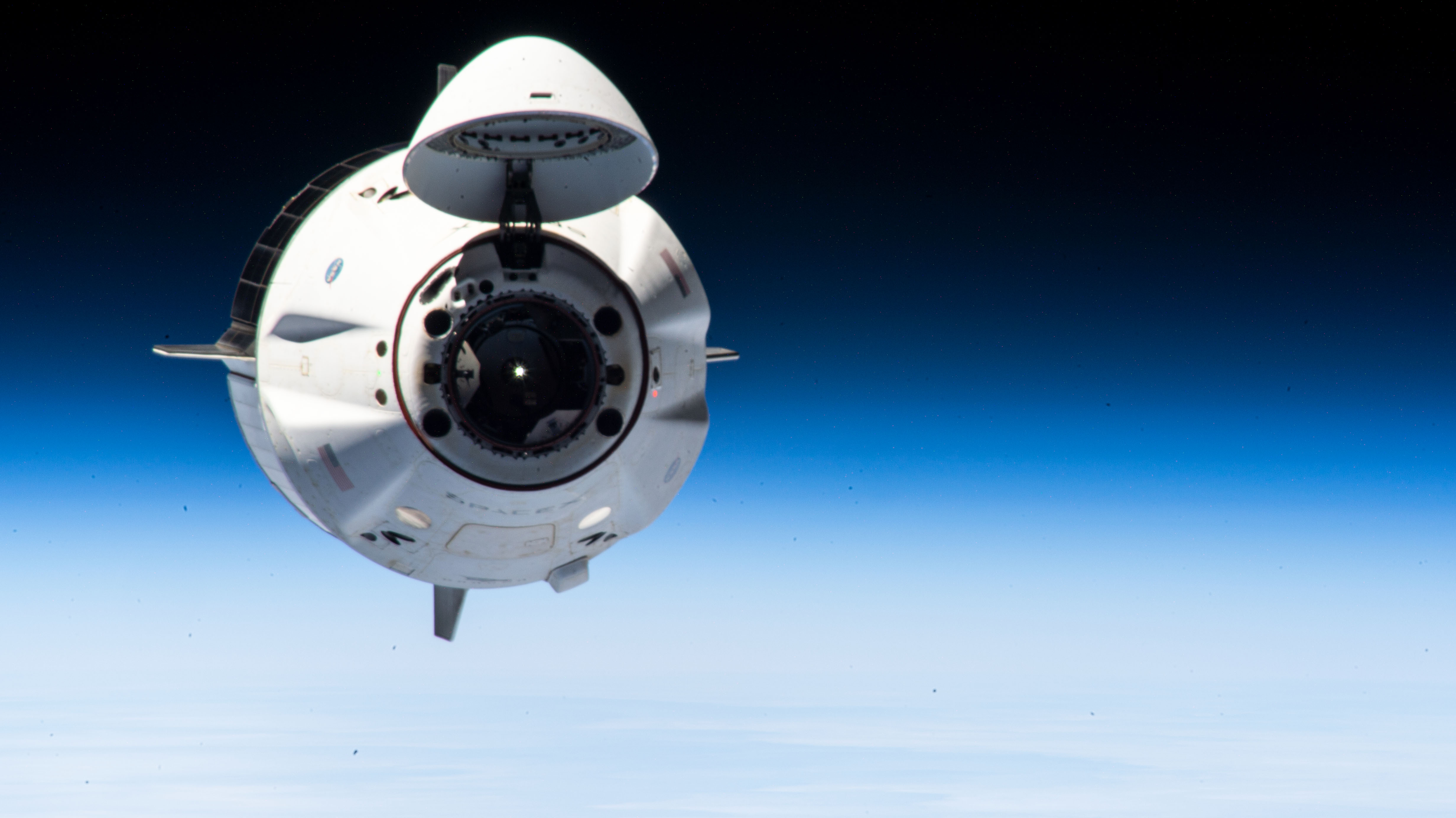
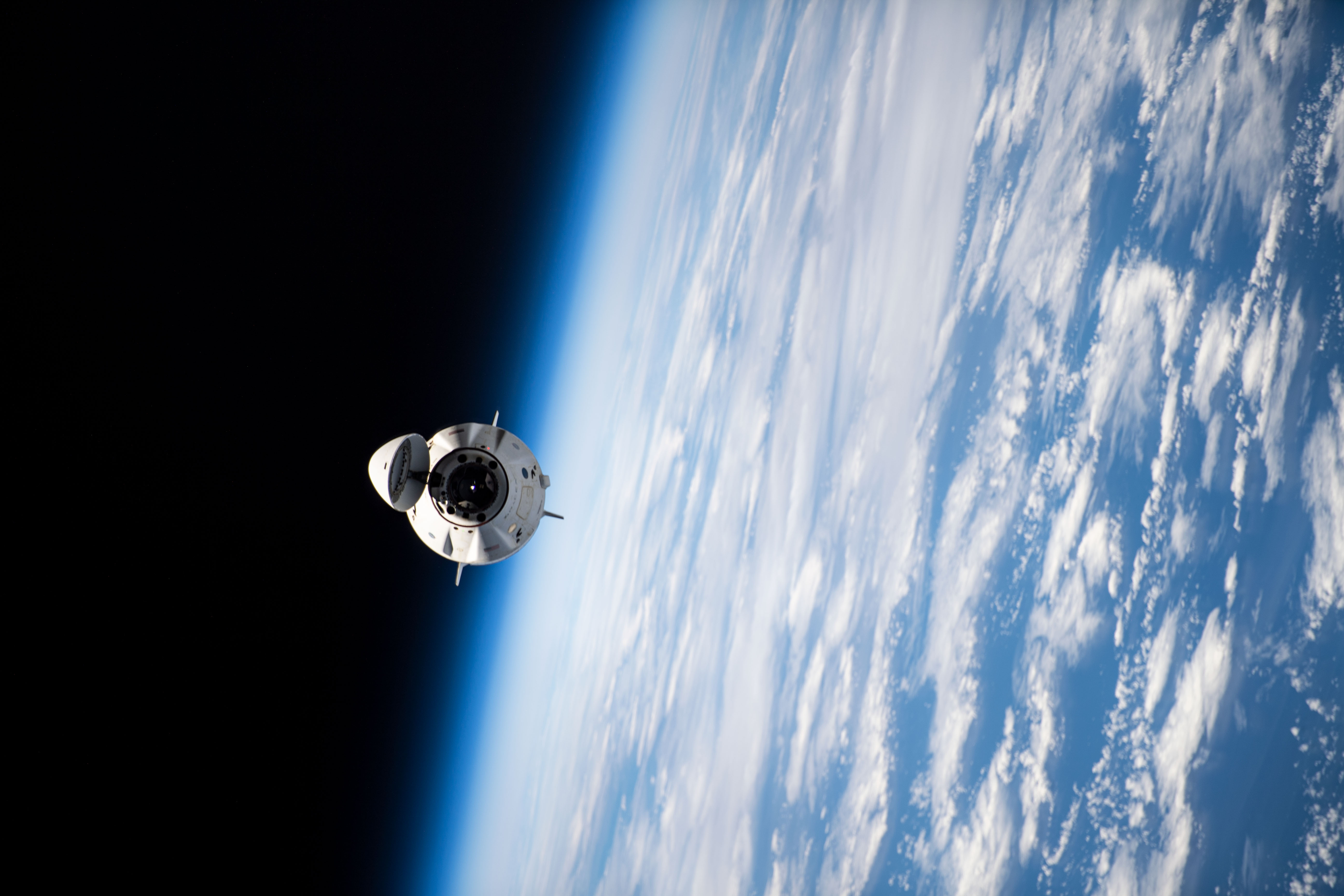
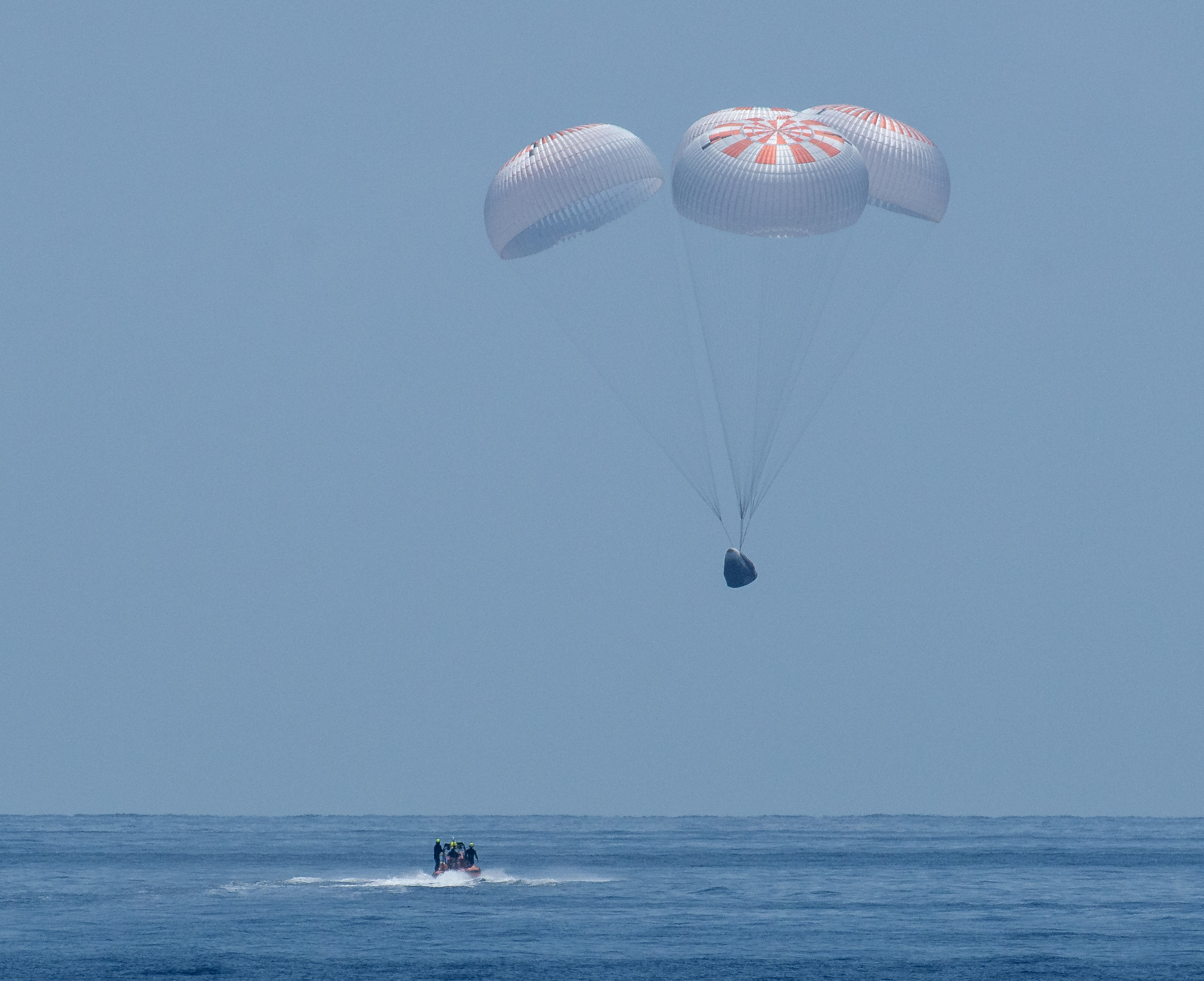
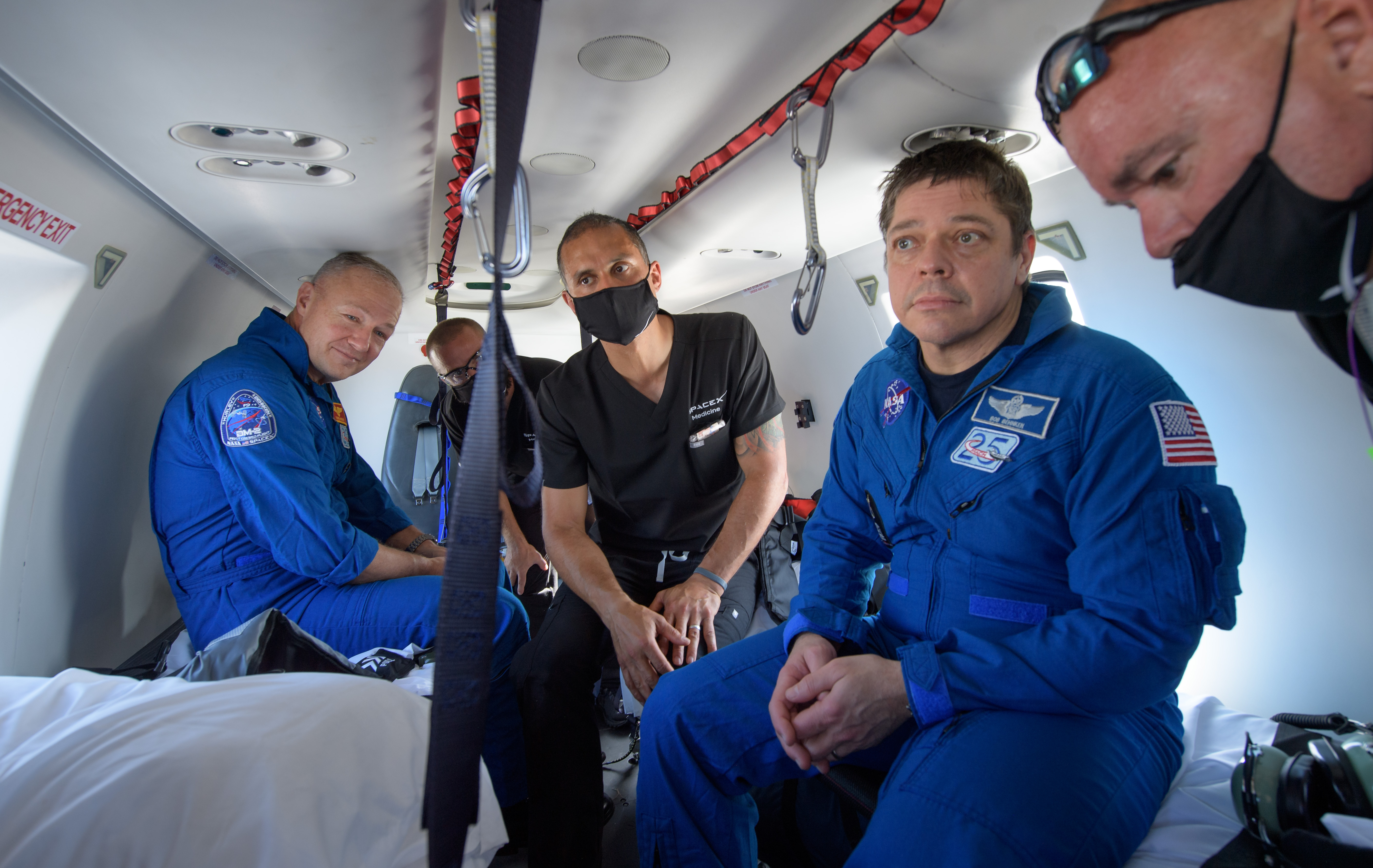